# Hotel Nassauer Hof
50°05′06″N 8°14′39″Ø / 50.08500°N 8.24417°Ø
Hotel Nassauer Hof, beliggende på Wilhelmstraße i Wiesbaden, er et af Tysklands fineste luksushoteller.
Hotellet har 24 suiter og 135 værelser. Hotellets restaurant, ENTE, er tildelt en stjerne i Michelin-guiden. Berømte gæster på hotellet var som Fjodor Dostojevskij, Wilhelm 2. af Tyskland, Nikolaj 2. af Rusland, Walther Rathenau, Paul von Hindenburg, John F. Kennedy, Richard Nixon, Audrey Hepburn, Luciano Pavarotti, Reinhold Messner, Dalai Lama, Vladimir Putin, Willem-Alexander og Máxima af Nederlandene.